# Uwe Bein
Uwe Bein (sinh ngày 26 tháng 9 năm 1960) là một cầu thủ bóng đá người Đức.

## Đội tuyển bóng đá quốc gia
Uwe Bein thi đấu cho đội tuyển bóng đá quốc gia Đức từ năm 1989 đến 1993.

## Thống kê sự nghiệp
| Đội tuyển bóng đá Đức | Đội tuyển bóng đá Đức | Đội tuyển bóng đá Đức |
| Năm                   | Trận                  | Bàn                   |
| --------------------- | --------------------- | --------------------- |
| 1989                  | 2                     | 0                     |
| 1990                  | 10                    | 3                     |
| 1991                  | 1                     | 0                     |
| 1992                  | 1                     | 0                     |
| 1993                  | 3                     | 0                     |
| Tổng cộng             | 17                    | 3                     |